# Heerlijkheid Wilsele
De heerlijkheid Wilsele, volledig de heerlijkheid van Wilsele en Put, was een heerlijkheid in het hertogdom Brabant bestaande van voor de 11de eeuw tot 1793 en overeenkomde met de huidige deelgemeente van Leuven, Wilsele.

## Geschiedenis
In 1290 gaf de hertog van Brabant de heerlijkheid Wilsele in leen van zijn hoofdmeier (hoofdbelastingsontvanger) Gielis van den Berghe, ook wel Gilles of Egidius du Monte. De heerlijkheid had landbouwgronden van uitstekende kwaliteit door zijn waterlaag. Vele van de gronden werden verpacht aan abdijen en andere heren. Na de dood van Gielis kocht de graaf van Vianden, Godfried II, de gronden op om zijn rijkdom te vergroten. Na zijn dood kwamen de gronden steeds in handen van verschillende families zoals de families Pynnock, van der Beken-Pasteel en van der Moeren.

## Heren van Wilsele

### Huis Wilsele
- Hendrik van Wilsele (circa 1154)

### Huis van den Berghe
- Gielis van den Berghe (Gilles du Monte, Egidius de Monte) (1290-1295)

### Huis Spanheim
- Godfried II, graaf van Vianden (1295-1310)

### Huis Putte
- Jan Van Putte (1310-circa 1330)
- Arnoldus Van Putte, zoon van Jan Van Putte (circa 1330)
- Jan Van Putte, zoon van Arnoldus Van Putte (circa 1350)

### Huis Uten Liemingen
- Lodewijk Uten Liemingen (1363-1371)

### Huis Pynnock
- Lodewijk Pynnock (1371-1376)
- Clemencien Pynnock, zus van Lodewijk Pynnock (1376-1393)
  - Wouter Roelants, man van Clemencien Pynnock (1393-1420)

### Huis Grez
- Familie de Grez (1420-1430)

### Huis Roelants
- Wouter Roelants, man van Clemencien Pynnock, koopt de heerlijkheid terug (1430-1439)
- Lodewijk Roelants, neef van Wouter Roelants (1439-1484)
- Lodewijk Roelants, zoon van Lodewijk Roelants (de oude) (1484-1504)
- Marie Roelants, nicht van Lodewijk Roelants (de jonge) (1504-1507)

### Huis van der Tommen
- Colijn van der Tommen, man van Marie Roelants (1504-1507)
- Nicolaas van der Tommen, zoon van Marie Roelants (1507-1513)
- Lodewijk van der Tommen, broer van Nicolaas van der Tommen (1513-1552)
- Lodewijk van der Tommen, zoon van Lodewijk van der Tommen (de oude) (1552-1577)
- Jan van der Tommen, zoon van Lodewijk van der Tommen (de jonge) (1577-1587)
- Peter van der Tommen, broer van Jan van der Tommen (1587-1609)
- Octaviaan van der Tommen, zoon van Peter van der Tommen (1609-1618)
- Anna van der Tommen, zus van Octaviaan van der Tommen (1618-1623)

### Huis van der Beken-Pasteel
- Jan van der Beken-Pasteel, man van Anna van der Tommen (1618-1633)
- Jacob van der Beken-Pasteel, zoon van Jan van der Beken-Pasteel (1633-1638)
- Antoon van der Beken-Pasteel, broer Jacob van der Beken-Pasteel (1638-1663)
- Jan Melchior van der Beken-Pasteel, broer van Antoon van der Beken-Pasteel (1663-1674)
- Frans Jozef van der Beken-Pasteel, zoon van Jan Melchior van der Beken-Pasteel (1674-1675)
- Willem Jan Melchior van der Beken-Pasteel, broer van Frans Jozef van der Beken-Pasteel (1675-1692)
- Jan Ferdinand Jozef van der Beken-Pasteel, zoon van Willem Jan Melchior van der Beken-Pasteel (1692-1704)

### Huis van der Moeren
- Simon Richard van der Moeren, neef van Jan Ferdinand Jozef van der Beken-Pasteel (1704-1715)
- Sebastiaan Claudius van der Moeren, broer van Simon Richard van der Moeren (1715-1719)
  - Albert van der Moeren, neef van Sebastiaan Claudius van der Moeren (1719-1737)
  - Joanna Gabriela van der Moeren, nicht van Sebastiaan Claudius van der Moeren (1722-1737)

### Diverse
- Maria Philippina Van Valckenisse, weduwe van Jan Melchior van der Beken-Pasteel (1725-1728)
- Adriana Martina van Engelen (de Angelis), erfgename van Maria Philippina Van Valckenisse (1728-1736)
- Jan Verspecht, erfgenaam van Adriana Martina van Engelen (de Angelis) (1737-1754)
- A.F. Verspecht, broer van Jan Verspecht (1754-1761)
  - Martinus van den Broeck, koopt de grond van A.F. Verspecht (1761)
  - Lambert van der Moeren du Verger, koopt de grond van A.F. Verspecht (1761)
- Barones Honorina Francisca Antonetta Van der Noot-Van Hamme, koopt de gronden van Martinus van den Broeck en Lambert van der Moeren du Verger (1761-1793)